# Acompañanta
Acompañanta (derivado de acompañante) era el nombre coloquial para denominar a una joven que servía de compañía y asistente personal, de manera parecida a una dama de compañía, a una mujer mayor sola, viuda o solterona. Con frecuencia, eran parientes ricas que a cambio legaban a la muchacha parte o toda su herencia.